# Geronimo Stilton
A Geronimo Stilton egy gyerekkönyv-sorozat, amelyet az olasz írónő, Elisabetta Dami talált ki és írt. Olaszországban az Edizioni Piemme jelenteti meg a könyveket. Különlegességként megemlítendő, hogy a könyveken a főszereplő neve van feltüntetve íróként, Elisabetta helyett.

## Cselekmény
A könyvsorozat a címadó főszereplő egérről, Geronimo Stiltonról szól (a Stilton egy sajtfajta), aki családjával együtt él a kitalált Rágcsáliában, az Egér-szigeten. Geronimo újságíróként dolgozik. Különféle kalandokba keveredik nővérével és testvéreivel, annak ellenére, hogy csak csendes és nyugodt életet szeretne élni. A könyvekben a történetek önéletrajz-szerűen vannak írva, ezzel is biztosítva a könyvsorozat különlegességét, illetve humorát.

## Tévésorozat
A könyvek nagyon népszerűek lettek, ezért 2009-ben olasz-amerikai-francia közreműködéssel televíziós rajzfilmsorozat készült a könyvek alapján. Magyarországon az M2 vetítette a műsort, Olaszországban pedig a Rai és az M6. Külföldön 2009. szeptember 15-étől 2017. február 28-áig sugározták. 23 perces egy epizód. 3 évadot élt meg 78 epizóddal.

## Egyéb kiadványok
Egy képregény és színdarabok is jelentek meg a Geronimo Stilton név alatt.

## Népszerűség
A Geronimo Stilton könyvsorozat a világ egyik legnépszerűbb gyerekkönyve, az egész világon 130 millió példány kelt el, és 35 különböző nyelvre lett lefordítva. Magyarországon is szépen fogytak a könyvek, és a televíziós sorozat is népszerűségnek örvendett. Itthon az Alexandra Könyvkiadó gondozásában jelent meg a sorozat.

## Magyarul
- El a mancsokkal, te sajtképű!; ford. Kotsis Orsolya; Alexandra, Pécs, 2005
- A metró fantomja; ford. Kotsis Orsolya; Alexandra, Pécs, 2006
- Ezer mozzarella, nyertem a Pocoklottón!; ford. Kotsis Orsolya; Alexandra, Pécs, 2008 (Mulatságos történetek, színes kalandok)
- Az élet egy rodeó!; ford. Kotsis Orsolya; Alexandra, Pécs, 2011
- Az olimpia hőse; ford. Kotsis Orsolya; Alexandra, Pécs, 2012

| 8 óra: irány a sajtiskola!                                    |
| A barátság ereje                                              |
| A bátor lovag                                                 |
| A bátorság titka                                              |
| A boldogság titka                                             |
| A bűzösen bűzlő vulkán különös esete                          |
| A Fantázia Birodalma                                          |
| A jégpálya bajnoka                                            |
| A jóság hatalma                                               |
| A kalózmacskák hajója                                         |
| A Kalóz-szigetek kincse                                       |
| A kanális királynőjének különös esete                         |
| A karácsonyi manók titka                                      |
| A kincses sziget                                              |
| A láthatatlan tolvaj nyomában                                 |
| A legszebb karácsonyi ajándék                                 |
| A lótücskök támadása - Szuperhősök 3.                         |
| A madridi tolvaj                                              |
| A magányos szuperhős                                          |
| A metró fantomja                                              |
| A nagy dinoszauruszverseny                                    |
| A nagylelkűség ereje - Negyedik utazás a Fantázia Birodalmába |
| A nevem Stilton, Geronimo Stilton                             |
| A névtelen múmia rejtélye                                     |
| A pimasz pomponok inváziója                                   |
| A rejtélyes tiramisu esete                                    |
| A robotok támadása                                            |
| A sajtpiramis titka                                           |
| A Smaragdszem titka                                           |
| A szerelem, akár a sajt…                                      |
| A szeretet ereje                                              |
| A Szfinx titka                                                |
| A talizmánok titka                                            |
| A Tenebrax család titka                                       |
| A titokzatos sajttolvaj                                       |
| A T-rex fogságában                                            |
| A tűzvörös rubin temploma                                     |
| A varázslat órája                                             |
| A világ legnagyobb bűvésze                                    |
| A világ legőrültebb maratonja                                 |
| Ajjaj, micsoda baj!                                           |
| Amerika felfedezése                                           |
| Ármány a Colosseumban                                         |
| Az Eiffel-torony titka - Képregény                            |
| Az élet egy rodeó!                                            |
| Az eltűnt kincs rejtélye                                      |
| Az eltűnt tó nyomában                                         |
| Az igazi úriegér                                              |
| Az internet kalóza                                            |
| Az olimpia hőse                                               |
| Az Óriáscsontvázak völgye                                     |
| Az óriásgyémánt elrablása                                     |
| Az óriáskalmár különös esete                                  |
| Bajuszokra vigyázni, itt jön Egeróni!                         |
| Cin City veszélyben - Szuperhősök 1.                          |
| Cini Lisa mosolya                                             |
| Csapdában a saját házamban                                    |
| Csonkamancsú Miau kastélya                                    |
| Dinoszauruszok (Fedezd fel a világot!)                        |
| Egy bajuszmeresztő hétvége                                    |
| Egy extraegeres bajnokság                                     |
| Egy habos kávé és nagy hűhó!                                  |
| El a mancsokkal a kovakőtől!                                  |
| El a mancsokkal, te sajtképű!                                 |
| Esti mesék - a világ minden tájáról                           |
| Ezer mamut, megmozdult a hegy! - Ősegerek                     |
| Ezer mozzarella, nyertem a pocoklottón                        |
| Futás, meteoritveszély!                                       |
| Galaktikupa - Űregerek 4.                                     |
| Hajóút a Níluson                                              |
| Harc a hasonmások ellen - Szuperhősök 4.                      |
| Harc a húsevő virágokkal                                      |
| Időutazás                                                     |
| Isten hozott a fukar erődben!                                 |
| Játékok könyve                                                |
| Kaland a Himaláján                                            |
| Kalandos kiruccanás Hawaiira                                  |
| Karácsony van, Stilton!                                       |
| Karácsonyi ének                                               |
| Ki rabolta el Hammbekaplakot?                                 |
| Kirándulás a Niagara-vízeséshez                               |
| Légyturmix a gróf úrnak                                       |
| Leonardo rejtélyes kincse                                     |
| Macskanagy rettegés                                           |
| Majd adok én neked karatét!                                   |
| Mentsük meg a fehér bálnát!                                   |
| Mentsük meg Leonardo da Vincit                                |
| Négy egér a Fekete dzsungelben                                |
| Négy egér a Vadnyugaton                                       |
| Nem vagyok én szuperegér!                                     |
| Nosztregerusz titokzatos kézirata                             |
| Nulla Nulla Ká ügynök                                         |
| Patty Spring megérkezett!                                     |
| Rémálom a múzeumban                                           |
| Sajtsárga lakókocsi                                           |
| Segítség, tűzforró ez a láva!                                 |
| Stiltonix kapitány űrmenyasszonya                             |
| Szilveszteri meglepetés - Szuperhősök 7.                      |
| Szörnyek Cin Cityben - Szuperhősök 2.                         |
| Szuperkupa-döntő Rágcsáliában                                 |
| Támadás a Blurg bolygóról                                     |
| Vakáció a Las Egeras Hotelben                                 |
| Visszatérés a Fukar erődbe                                    |